# La Chapelle-près-Sées
La Chapelle-près-Sées – miejscowość i gmina we Francji, w regionie Normandia, w departamencie Orne.
Według danych na rok 1990 gminę zamieszkiwały 342 osoby, a gęstość zaludnienia wynosiła 34 osoby/km² (wśród 1815 gmin Dolnej Normandii Chapelle-près-Sées plasuje się na 556. miejscu pod względem liczby ludności, natomiast pod względem powierzchni na miejscu 504.).